# Le Sang du vampire
Pour plus de détails, voir Fiche technique et Distribution.
Le Sang du vampire (Blood of the Vampire) est un film d'horreur britannique réalisé par Henry Cass, sorti en 1958. 

## Synopsis
Transylvanie, 1874. Dans la campagne désolée, des villageois s'apprêtent à mettre en terre le cadavre d'un homme accusé de vampirisme. L'un d'entre eux lui enfonce un pieu dans le cœur. Alors que tous se retirent, le fossoyeur l'enterre mais celui-ci est poignardé par Carl, le serviteur du mort. Avant d'être soupçonné d'être un vampire, ce dernier était un médecin qui avait trouvé le moyen de maintenir un corps privé de son cœur artificiellement en vie, durant une période infinie. Après avoir déterré le corps, Carl le ramène dans un endroit secret et demande à un docteur corrompu et alcoolique d'effectuer une greffe du cœur sur le prétendu mort. L'opération est un succès mais Carl tue le chirurgien pour ne laisser aucun témoin. 
Six ans plus tard, dans la ville de Carlstadt, en Croatie. Un tribunal juge le médecin John Pierre accusé d'avoir provoqué la mort d'un de ses patients. Condamné aux travaux forcés à perpétuité, il est finalement transféré, après un accord secret, dans un sinistre asile d'aliénés perdu dans les montagnes. L'édifice est dirigé par le docteur Callistratus, qui se trouve être l'homme tué six ans plus tôt pour actes de vampirisme, et ce dernier a engagé Pierre car il a besoin d'être secondé dans ses travaux. Si le cœur qu'on lui a greffé fonctionne, le scientifique souffre néanmoins d'une grave infection entraînant une dégénérescence des cellules provoquée par un sérum qu'il a bu avant son exécution qui a permis à son corps de survivre après sa mort. Il a ainsi besoin de transfusions sanguines régulièrement qu'il effectue sur les incarcérés. Leucémique et assoiffé de sang frais, il doit guérir le plus tôt possible et il sollicite l'aide de Pierre pour trouver les groupes sanguins qui ne sont pas nocifs à son organisme. Lorsque Callistratus s'aperçoit que la petite amie de son assistant, Madeleine, s'est infiltrée dans son asile pour retrouver la trace de son amoureux, il découvre qu'elle a le sang qu'il lui faut pour vivre...

## Fiche technique
- Titre original : Blood of the Vampire
- Titre français : Le Sang du vampire
- Réalisation : Henry Cass
- Scénario : Robert S. Baker et Monty Berman
- Montage : Douglas Myers
- Musique : Stanley Black
- Photographie : Monty Berman
- Production : Robert S. Baker et Monty Berman
- Société de production : Artistes Alliance
- Société de distribution : Globe Films International
- Pays d'origine :  Royaume-Uni
- Langue originale : anglais
- Format : couleur
- Genre : horreur
- Durée : 87 minutes
- Dates de sortie : 
  -  États-Unis : octobre 1958
  -  France : 27 avril 1960

## Distribution
- Donald Wolfit : docteur Callistratus
- Vincent Ball : John Pierre
- Barbara Shelley : Madeleine
- Victor Maddern : Carl
- William Devlin : Kurt
- Andrew Faulds : Wetzler
- John Le Mesurier : le juge
- Bryan Coleman : Auron
- Cameron Hall : le docteur alcoolique
- Colin Tapley : le commissaire des prisons
- Bernard Bresslaw : le grand voleur
- Hal Osmond : le petit voleur
- Otto Diamant : le fossoyeur
- Milton Reid : l'exécuteur
- George Murcell : le premier garde
- Julian Strange : le second garde
- Bruce Wightman : le troisième garde